# Кутуково (Рязанский район)
Кутуково — деревня в Рязанском районе Рязанской области России, входит в состав Искровского сельского поселения. 

## География
Деревня расположена на берегу реки Рака в 1 км на запад от центра поселения посёлка Искра и в 20 км на юго-восток от Рязани.

## История
Кутуково в качестве деревни, состоявшей за Пущиным и Пушкиным, упоминается в писцовых книгах и в списках платежных Рязанских книг 1628 и 1629 годов. В качестве деревни, входившей в приход Раковский, оно значится в окладных книгах 1676 года. Первоначальное построение Петропавловской деревянной церкви в селе относится к концу XVII века. Перестроенная заново в 1772 году и возобновленная в 1829 году, она до построения в селе Раки каменной Богородицерождественской церкви, считалась приходской, но с 1872 года обращена в кладбищенскую. 
В XIX — начале XX века село располагалось на правом берегу Раки и входило в состав Запольской волости Пронского уезда Рязанской губернии.
С 1929 года деревня Кутуково входило в состав Ялинского сельсовета Рязанского района Рязанского округа Московской области, с 1937 года — в составе Рязанской области. В 1941 году существовало Кутуково 1-е на левом берегу реки и Кутуково 2-е — на правом. С 2005 года деревня Кутуково в составе Искровского сельского поселения.

## Население
| 1859 | 2010 |
| ---- | ---- |
| 115  | ↘40  |